# Ahmed al-Senussi
Ahmed al-Senussi (1934), ook bekend als Zubeir Ahmed el-Sharif, is een Libisch voormalig legerleider, politiek gevangene en politicus.
Als vertegenwoordiger van politieke gevangenen is hij lid van de Nationale Overgangsraad die de macht in handen kreeg tijdens de Libische burgeroorlog van 2011.

## Levensloop
Al-Senussi is verwant aan de Libische koninklijke familie via zijn tante Fatima die de echtgenote was van Idris I van Libië, de enige koning van Libië. Hij studeerde af aan de militaire academie van Irak in 1953.
In 1970, een jaar na de staatsgreep van Muammar Ghadaffi, plande hij samen met zijn broer, enkele officieren, ambtenaren en politici een machtsovername in het land, om de bevolking de kans te geven te kiezen tussen een monarchie of een constitutionele republiek. Hij werd gearresteerd en ter dood veroordeeld. Zijn straf werd in 1988 echter omgezet in een resterende gevangenisstraf van dertien jaar.
Al-Senussi verbleef de eerste negen jaar van zijn gevangenisstraf in afzonderlijke opsluiting. Hij werd gefolterd met stokslagen, ophanging aan de handen en de voeten, bijna-verdrinking en het breken van zijn voeten.
Toen hij in 1984 overgeplaatst werd naar de Abu Salim-gevangenis in Tripoli kwam hij voor het eerst te weten dat zijn vrouw Fatilah ongeveer vijf jaar eerder tijdens zijn gevangenschap was overleden.
In 2001 werd hij in het kader van een generaal pardon tijdens de 32e verjaardag van de regeringsovername door Ghadaffi vrijgelaten. Hierdoor was hij de langst gevangen gehouden politiek gevangene geworden van Libië. Bij zijn aankomst in Benghazi werd hij door duizenden aanhangers ontvangen.
Sinds de Libische burgeroorlog van 2011 heeft hij zitting in de Nationale Overgangsraad als vertegenwoordiger van de politieke gevangenen.
Op 6 maart 2012, tijdens een plechtigheid in Benghazi, is Ahmed al-Zubair aangewezen als leider van de Oost-Libische bestuursraad, bevoegd over het olierijke Cyrenaica.

## Erkenning
Op 27 oktober 2011 werd Al-Senussi onderscheiden met een Sacharovprijs, als een uit vijf mensen uit de Arabische wereld die een hoofdrol heeft gespeeld in de Arabische Lente.